# Opopaea banksi
Opopaea banksi är en spindelart som först beskrevs av Hickman 1950.  Opopaea banksi ingår i släktet Opopaea och familjen dansspindlar. Artens utbredningsområde är Australien. Inga underarter finns listade i Catalogue of Life.